# Blues?
Blues? (1994) je demokazeta české písničkářky Radůzy natočená živě v Městské knihovně v Praze 24. března 1994, vydalo ji však hudební vydavatelství Black Point. Jedná se o první Radůzinu nahrávku, nahrála ji rok poté, co ji objevila Zuzana Navarová a pozvala jako hosta na koncert skupiny Nerez. Z jejího repertoáru z této doby ovšem nebyli hudební kritici příliš nadšení, o to větší pak pro ně bylo překvapení z prvního oficiálního alba Andělové z nebe, které Radůza vydala sedm let poté, během kterých vystudovala konzervatoř. V roce 1994 Radůza také natočila klip pro Českou televizi.

## Písničky
1. Myši
2. A co když
3. Ne
4. Přebrodím řeky
5. Jezdci
6. Ptáci
7. Vějíř
8. Džbán
9. Oči
10. Blues o slepotě

## Obsazení
- Radůza – zpěv, kytara, hudba, texty
- Petr – housle